# Footscrew-Nunatak
Der Footscrew-Nunatak ist ein 1865 m hoher Nunatak im ostantarktischen Viktorialand. In den Quartermain Mountains ragt er 2,2 km südöstlich des Altar Mountain südwestlich der Windy Gully auf.
Das New Zealand Geographic Board benannte ihn 1993 wie weitere Objekte in der Umgebung nach einem Begriff aus der Geodäsie. Namensgebend ist eine Fußschraube (englisch footscrew), die bei der Horizontierung geodätischer Messgeräte Verwendung findet.